# نادي لدبري تاون
نادي لدبري تاون هو نادي كرة قدم بريطاني أٌسس عام 1893. يلعب النادي في West Midlands (Regional) League ‏.